# 10 000 mètres masculin aux Jeux olympiques de 1920
Pour un article plus général, voir Athlétisme aux Jeux olympiques de 1920.
Navigation
Stockholm 1912 Paris 1924
L'épreuve du 10 000 mètres masculin aux Jeux olympiques de 1920 s'est déroulée les 19 et 20 août 1920 au Stade olympique d'Anvers, en Belgique. Elle est remportée par le Finlandais Paavo Nurmi.

## Résultats

### Finale
| Rang               | Athlète                    | Temps         |
| ------------------ | -------------------------- | ------------- |
| Médaille d'or      | Paavo Nurmi (FIN)          | 31 min 45 s 8 |
| Médaille d'argent  | Joseph Guillemot (FRA)     | 31 min 47 s 2 |
| Médaille de bronze | James Wilson (GBR)         | 31 min 50 s 8 |
| 4                  | Augusto Maccario (ITA)     | 32 min 02 s 0 |
| 5                  | James Hatton (GBR)         | 32 min 14 s 0 |
| 6                  | Jean-Baptiste Manhès (FRA) | 32 min 26 s 0 |
| 7                  | Heikki Liimatainen (FIN)   | 32 min 28 s 0 |
| 8                  | Fred Faller (USA)          | 32 min 38 s 0 |
| 9                  | Oscar Garin (SUI)          |               |
| —                  | Charles Clibbon (GBR)      | DNF           |
| —                  | Alfred Gaschen (SUI)       | DNF           |
| —                  | Eric Backman (SWE)         | DNF           |
| —                  | Albert Andersen (DEN)      | DNF           |
| —                  | Carlo Speroni (ITA)        | DNF           |
| —                  | Gaston Heuet (FRA)         | DNF           |